# تربيتش
تربيتش (بالتشيكية: Třebíč)‏ هي بلدة في إقليم فيسوتشنا في جمهورية التشيك، وهي مركز مقاطعة تربيتش.
يبلغ عدد سكان هذه البلدة 36,880 حسب إحصاء في سنة 2015.

## توأمة
لتربيتش اتفاقيات توأمة مع كل من:
- أوشاتس
- Lilienfeld [الإنجليزية]‏
- هوميني
- بافلوفسك (2000 - 2000)[7]
- ييتشانغ (1 فبراير 2019 - )[8]
- راخيف (21 أكتوبر 2017 - )

## أعلام
- جوهان فيليب نيومان
- بيتر سفوبودا
- فيليب ترويان
- جان هيرت
- تيودور غيبري سيلاسي

## اقرأ أيضاً
- مقاطعة تربيتش